# Echis pyramidum
Échide des pyramides
Espèce
Synonymes
- Scytale pyramidum Geoffroy Saint-Hilaire, 1827
- Echis varia Reuss, 1834
- Echis varius darevskii Cherlin, 1990
- Echis carinatus aliaborri Drewes & Sacherer, 1974
- Echis pyramidum aliaborri Drewes & Sacherer, 1974
- Echis carinatus leakeyi Stemmler & Sochurek, 1969

Statut de conservation UICN

 LC  : Préoccupation mineure
Echis pyramidum, l'Échide des pyramides, est une espèce de serpents de la famille des Viperidae. 

## Répartition
Cette espèce se rencontre au Kenya, en Somalie, en Éthiopie, en Tunisie, en Libye, en Égypte, à Djibouti, en Érythrée, en Ouganda, au Soudan, en République centrafricaine, en Arabie saoudite, à Oman et au Yémen.

## Description
C'est un serpent venimeux qui atteint en moyenne 30 à 60 cm mais de plus grands spécimens existent (85 cm).

## Liste des sous-espèces
Selon The Reptile Database (10 juin 2013) :
- Echis pyramidum pyramidum (Geoffroy Saint-Hilaire, 1827)
- Echis pyramidum leakeyi Stemmler & Sochurek, 1969
- Echis pyramidum lucidus Cherlin, 1990

## Publications originales
- Cherlin, 1990 : Taxonomic revision of the snake genus Echis (Viperidae). II. An analysis of taxonomy and description of new forms [in Russian]. Proceedings of the Zoological Institute of Leningrad, vol. 207, p. 193-223.
- Geoffroy Saint-Hilaire, 1827 : Reptiles in Savigny, 1827 : Description d’Égypte. Histoire Naturelle. Paris, vol. 1, p. 121-160 (texte intégral).
- Stemmler & Sochurek, 1969 : Die Sandrasselotter von Kenya: Echis carinatus leakeyi subsp. nov.. Aquaterra, vol. 6, no 8, p. 89-94.